# 鷲見昌勇
鷲見 昌勇（すみ まさお、1936年7月30日 - ）は、日本の騎手、調教師。
岐阜県郡上郡奥明方村（現・郡上市）寒水出身。

## 来歴
生家は競走馬の生産も手がける農家で、中学校を卒業後は農業に従事していたが、1961年夏に笠松競馬場で競馬の競走を見たことがきっかけで騎手を志す。同年に笠松競馬場の調教師である光岡直三郎に弟子入りして見習騎手となり、1963年春に騎手免許を取得。則武秀夫厩舎所属の騎手を経て光岡厩舎の所属騎手となった。
しかし体格が大きかったことから減量に苦しみ、間もなく調教師への転身を図った。1969年12月に調教師免許を取得。
調教師としては笠松時代のオグリキャップを管理していたことで知られる。当時の馬主は隣町出身の小栗孝一であった。
2002年3月に調教師を勇退。

## 成績
- 騎手成績 - 89勝（1963年12月14日以降。笠松、名古屋、公営中京のみ）
- 調教師成績（1973年以降） - 9396戦1076勝[1]、重賞28勝[1]

## 主な管理馬
- オグリキャップ（笠松競馬場所属時）[1]
- オグリローマン（笠松競馬場所属時）[1]
- オグリオー（1973年中京スポーツ杯（冬）、アラブチャンピオン賞、くろゆり賞）
- ウイロオー（1977年ジュニアクラウン、中日スポーツ杯（秋））
- オグリマンナ（1981年オグリオー記念、アラブカップ【名古屋】、アラブダービー【笠松】、アラブ王冠【名古屋】、アラブスプリンターカップ）
- オグリリンボー（1993年シルバーウイング賞、中京スポーツ杯）
- オグリセブン（1995年シルバーウイング賞、1995年・1996年中京スポーツ杯、1998年アラブスプリンターカップ）

## エピソード
- 農業に従事していたころまで、寒水白山神社の祭礼である寒水の掛踊に参加していた。1959年9月18日には、拍子の太鼓打ちとして奥明方村立寒水小学校に於いて録音に参加している。